# Grimme-Preis 2025
Der Grimme-Preis 2025 ist die 61. Verleihung des deutschen Fernsehpreises Grimme-Preis, die vom Grimme-Institut durchgeführt wird. Am 16. Januar 2025 wurden die Nominierungen veröffentlicht; Ende Januar gab es zwei Nachnominierungen. Die Preisträger wurden am 6. März bekanntgegeben, die Verleihung fand am 4. April 2025 statt.

## Nominierungen und Preisträger
Insgesamt wurden 66 Produktionen und Einzelleistungen in vier Kategorien für den 61. Grimme-Preis nominiert, die aus über 700 Einreichungen ausgewählt wurden. 2025 wurden von der Kommission Fiktion erneut weniger Nominierungen ausgesprochen als möglich gewesen wären. Ende Januar wurden Herrhausen – Der Herr des Geldes (Fiktion) und Hausnummer Null (Information & Kultur) nachnominiert.

### Fiktion

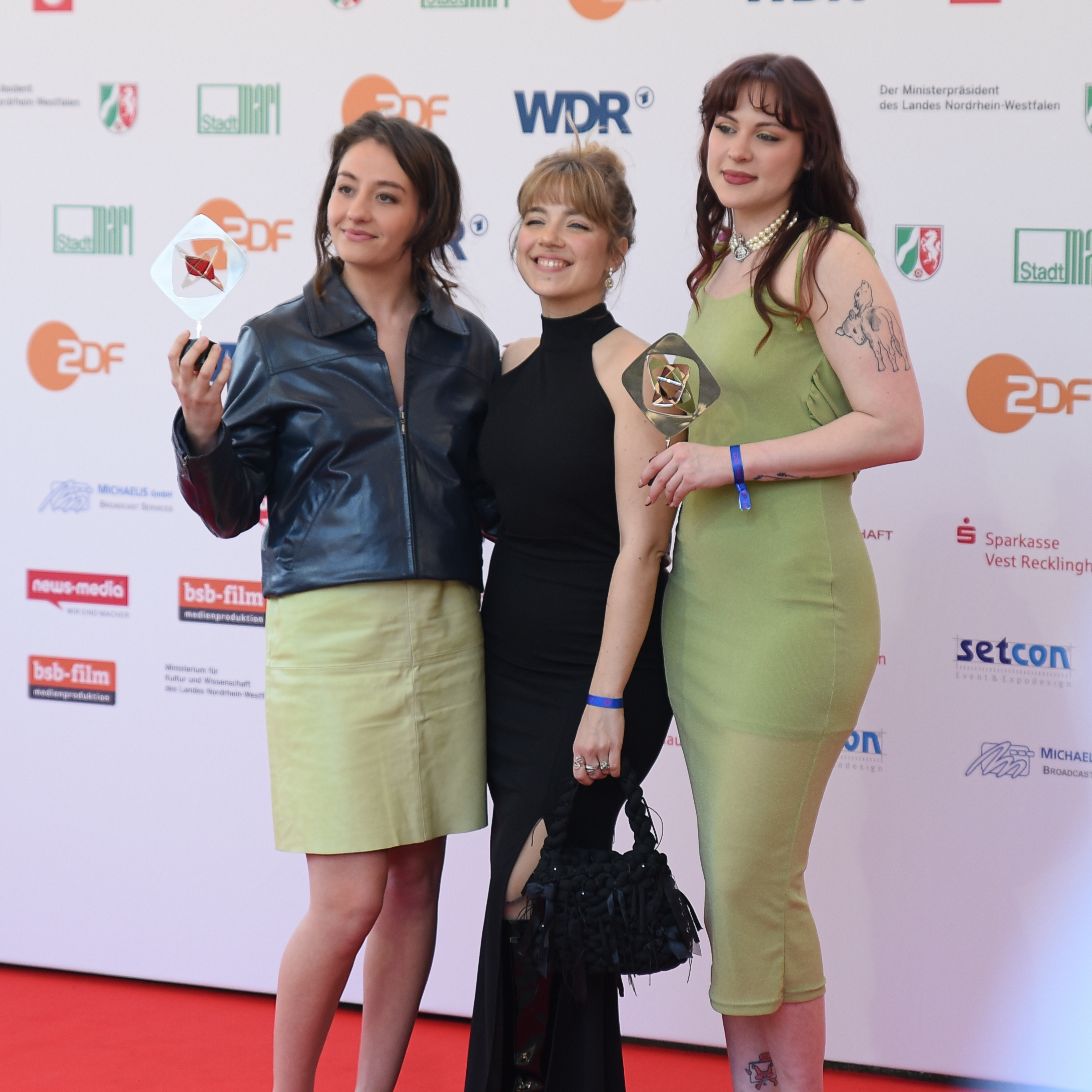
Angemessen Angry: Marie Bloching (Darstellung), Elsa van Damke (Buch/Regie), Jana Forkel (Buch)

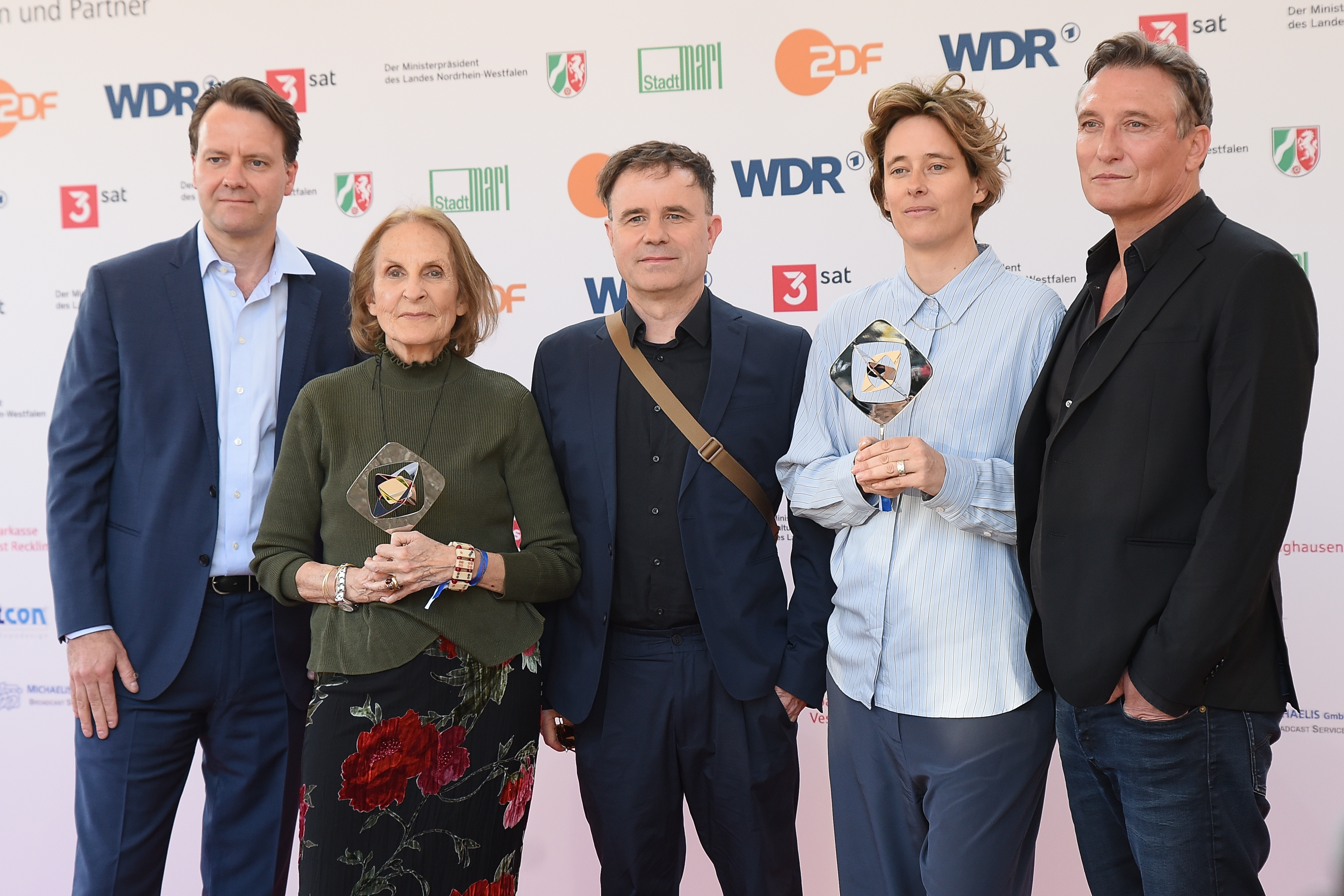
Herrhausen: …, Gabriela Sperl, Thomas Wendrich, Pia Strietmann und Oliver Masucci

- Angemessen Angry (Studio Zentral für RTL/RTL+)
- Die Zweiflers (Turbokultur für ARD Degeto/hr)
- Festmachen (Leitwolf Filmproduktion für NDR)
- Herrhausen – Der Herr des Geldes (Sperl Film- und Fernsehproduktion/X-Filme Creative Pool für ARD Degeto/RBB/SWR/hr)
- Uncivilized (Cocktailfilms, Kollektiv Zwo für ZDF/ZDF – Das kleine Fernsehspiel)
  - Das Grundgesetz der Tiere (Unterhaltungsfernsehen Ehrenfeld, Studio Soi für ZDF)
  - Der Russe ist einer, der Birken liebt (augenschein Filmproduktion, ARTE für ZDF/ZDF – Das kleine Fernsehspiel)
  - Ein Mann seiner Klasse (Saxonia Media Filmproduktion für SWR/BR)
  - Kafka (Superfilm Filmproduktions für NDR/ORF/BR/MDR/SWR/WDR/rbb/hr/SR/Radio Bremen)
  - Player of Ibiza (Pyjama Pictures, Kleine Brüder für NDR)
  - Push (Bantry Bay für ZDF/ZDFneo/NPO/SVT/VRT/DR/NRK/YLE/RUV – New8-Projekt)
  - Schwarze Früchte (Jünglinge Film, Studio Zentral für ARD Degeto)
  - Shahid (Michael Kalb Filmproduktion für ZDF/ZDF – Das kleine Fernsehspiel)
  - Zeit Verbrechen (X Filme Creative Pool, Zeitverlag für RTL+/Paramount Television International Studios)

Spezial
- Axel Ranisch für die innovative Verbindung von Oper und Film in Orphea in Love (Sehr gute Filme, EuroArts Music International, schöne neue filme, Shoot'n'Post – Tonbüro für BR/ARTE)
- Sabine Panossian für die Bildgestaltung in ECHO (Petrolio Film für WDR)
- Viola Mirabilis, Daria Meienhofer, Roman Braunhofer und Selina Horowitz für die Special-Effects-Masken in Beasts Like Us (Rundfilm für Prime Video)

### Information & Kultur

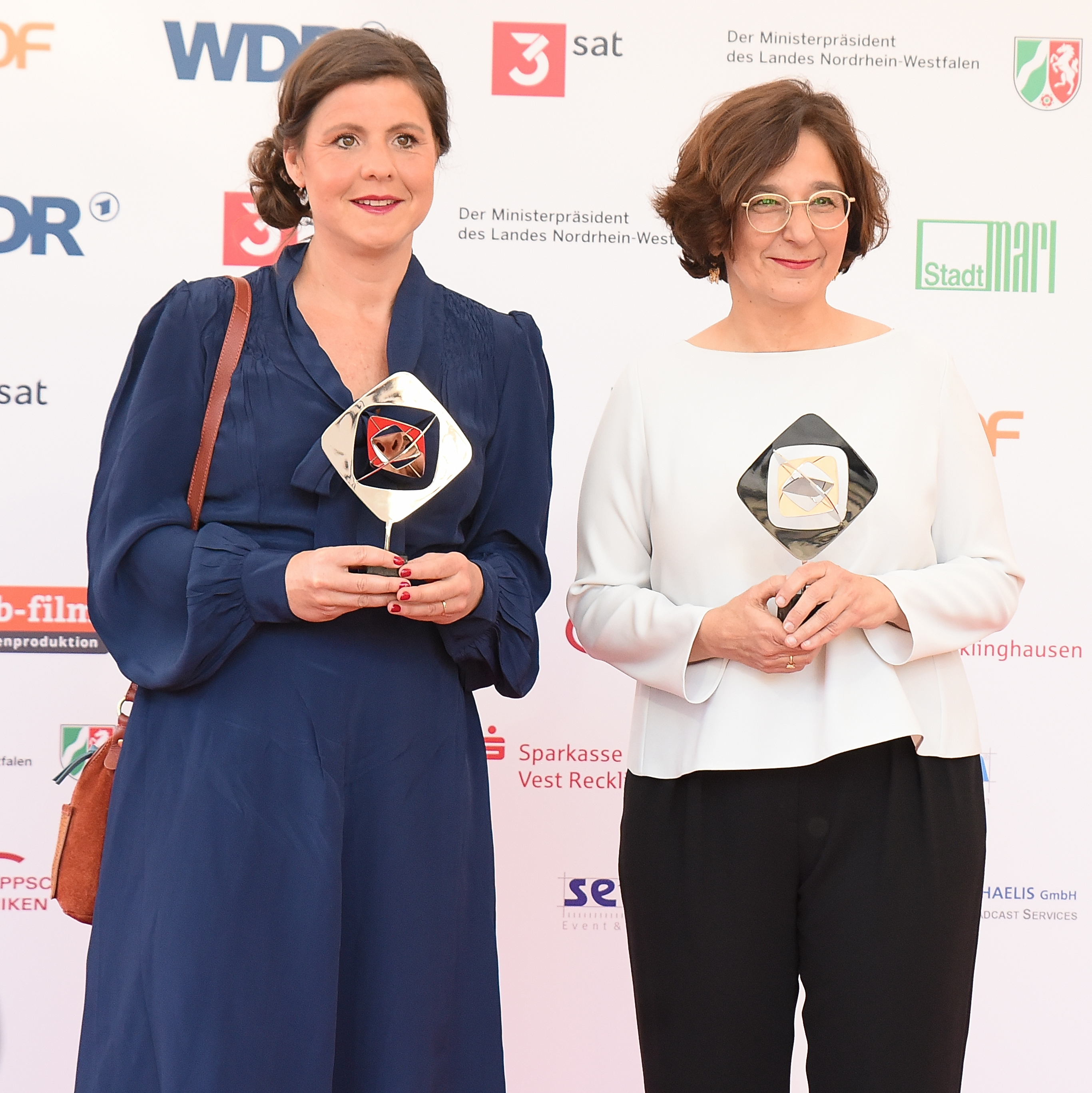
Deutschland am Limit? Mareike Wilms und Isabel Schayani

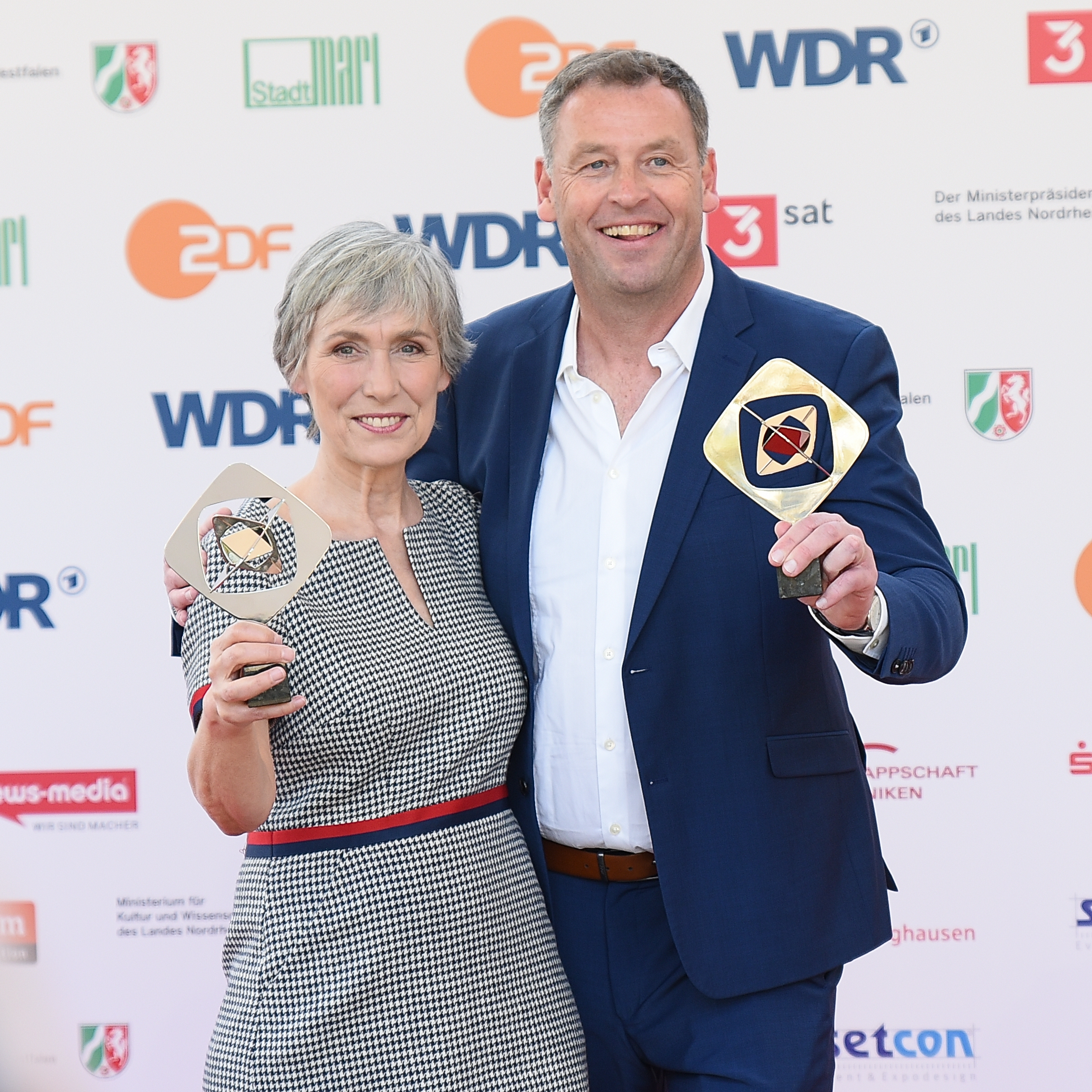
TOTAL TRUST: Barbara Toennieshen und Michael Grotenhoff

- Deutschland am Limit? Abschiebung, Abschottung, Asyl (WDR)
- Einhundertvier (U.N. TV)
- Exile Never Ends (Pink Shadow Films für ZDF)
- TOTAL TRUST – Was China der Welt nicht zeigt (Filmtank/NTR/BBC Storyville/SVT für ZDF/NTR/ARTE/BBC)
  - #Unsere Erde: Kampf um Rohstoffe – Am Abgrund, Folge 1: Korruption – Für Öl und Gas aus Aserbaidschan (diwafilm für SWR)
  - ARD Crime Time: Warum verbrannte Oury Jalloh? (LOOKSfilm für WDR/SWR/BR/MDR)
  - Ausgesetzt in der Wüste: Europas tödliche Flüchtlingspolitik (Lighthouse Reports für BR/DW/NDR)
  - Daniel Richter – Game of Colors (BI14 FILM/Gretchenfilm für rbb/ARTE)
  - Die große Angst – Zukunft in Ostdeutschland? (Hoferichter & Jacobs für MDR/rbb)
  - Die Spaltung der Welt: 1939–1962 (Looksfilm & TV/Iris Group/beside Productions/Momakin/Haka Films für SWR/ARTE/ORF/ČT)
  - Für immer – Die Geschichte einer Liebe (PIER 53 Filmproduktion für NDR/SWR)
  - Gefangen im Zorn – Aufwachsen im Westjordanland (Duskwater Films für ZDF/ARTE)
  - Hausnummer Null (NOW Films/Torero Film/Filmuniversität Babelsberg Konrad Wolf für ZDF/ZDF – Das kleine Fernsehspiel)
  - Queer gewinnt – Eine Sport-Utopie (Schuldenberg Films für ZDF/3sat)
  - Reclaiming History – Kolonialismus und der Völkermord in Ruanda (Deutsche Welle/phoenix/Imitana Productions für DW/phoenix)
  - Sieben Winter in Teheran (MADE IN GERMANY FILMPRODUKTION/Gloria Films Production/TS Productions für WDR)
  - Where We Used to Sleep (megaherz für BR/ARTE)
  - White Angel – Das Ende von Marinka (GKD-Journalisten für ZDF)
  - Wir und das Tier – Ein Schlachthausmelodram (EIKON Media für SWR/BR)

Spezial

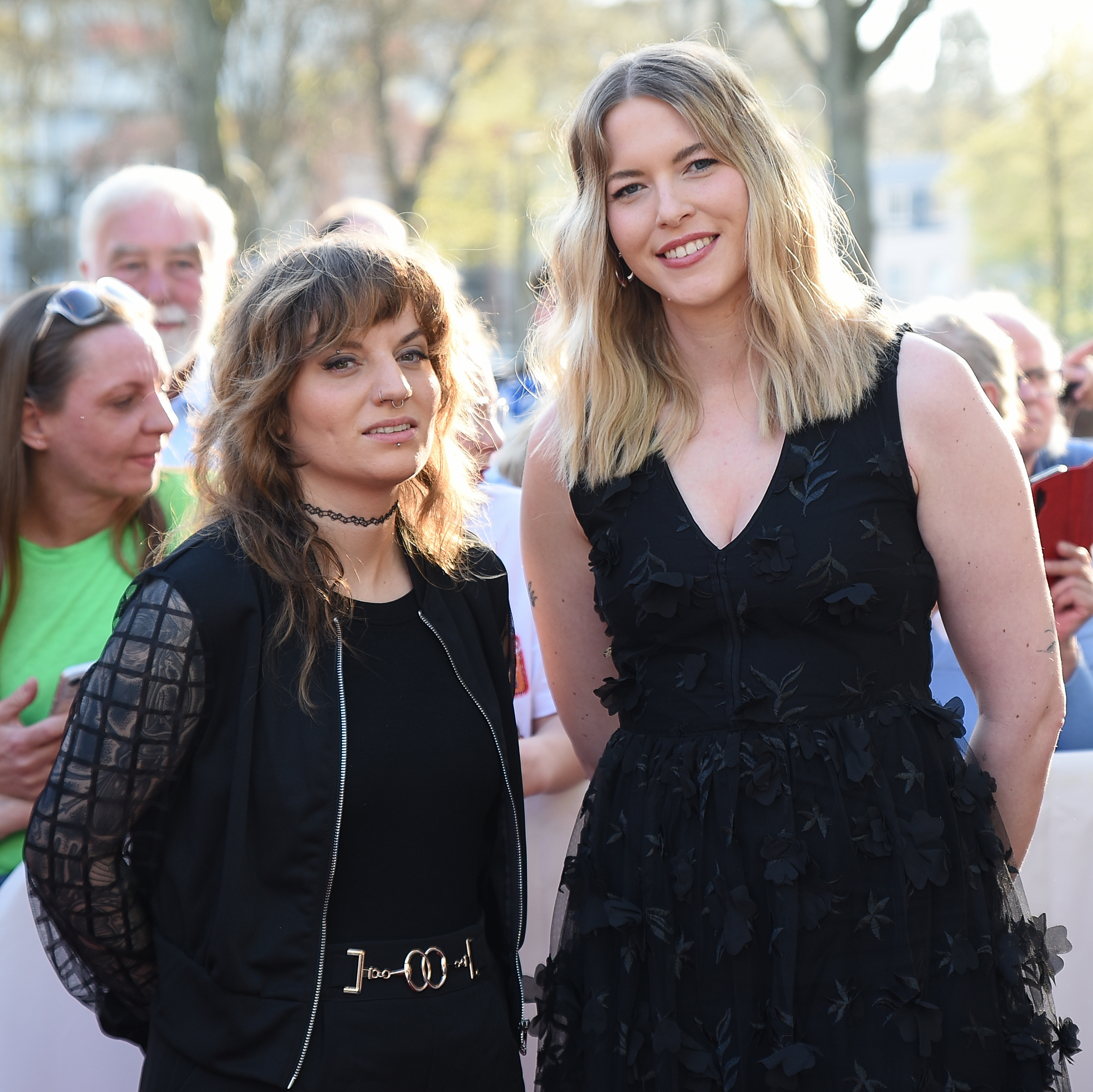
STRG F: Angemessen Angry: Isabell Beer und Isabel Ströh

- Isabell Beer und Isabel Ströh für ihre intensiven digitalen Recherchen zu sexueller Gewalt für die Filme Strg_F Epic – Pädokriminelle im Stream: So sicher fühlen sich Täter und Strg_F – Das Vergewaltiger-Netzwerk auf Telegram (NDR/funk)
  - Claudia Bucher und Fabrice Puchault für die Konzeption und die Zusammenstellung der zwölfteiligen Kollektion Generation Ukraine zu den vielfältigen Folgen des russischen Angriffskrieges aus der Sicht ukrainischer Filmemacher (ARTE)

Besondere Journalistische Leistung
- Die Redaktion von Frontal für die ausdauernde investigative Berichterstattung zu energie- und klimapolitischen Themen (ZDF)
- Golineh Atai für ihre singulären Korrespondentinnenberichte aus dem Nahen Osten (ZDF)
- Özden Terli für seine eindringliche Vermittlung des Ausmaßes der Klimakatastrophe (ZDF)

### Unterhaltung

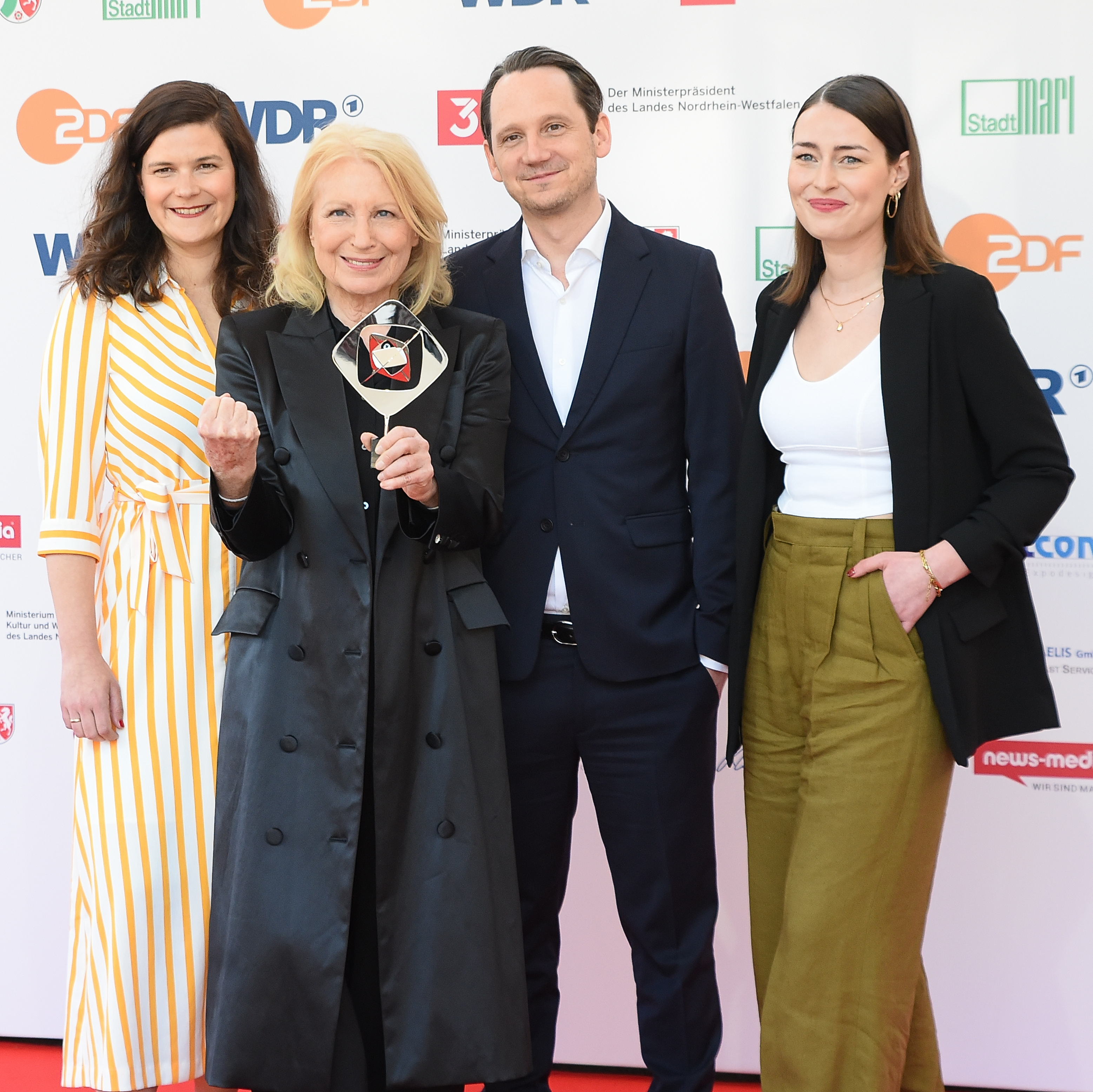
Kroymann: Sophie Averkamp (Regie), Maren Kroymann (Darstellung), Sebastian Colley (Buch) und Maira Inselmann (Produktion)

- Die Teddy Teclebrhan Show (Leonine Studios in Kooperation mit Kofbelu für Prime Video)
- Kroymann – Ist die noch gut? (btf für RB/SWR/NDR/WDR)
- Player of Ibiza (Pyjama Pictures/Kleine Brüder für NDR)
  - Kurzschluss hoch drei (btf für WDR)
  - noeldorado (4Reel für hr)
  - Schleudergang (hr)
  - Viktor bringt’s (Real Film Berlin für Prime Video)

Spezial
- Fabian Köster und Lutz van der Horst für ihre herausragenden Leistungen in der heute-show und in ihren Ausgaben von heute-show spezial (Prime Productions für ZDF)

### Kinder & Jugend
Kinder
- Sisterqueens (Filmakademie Baden-Württemberg für ZDF/ZDF – Das kleine Fernsehspiel)
  - Checker Tobi – Der Krebs-Check (megaherz film und fernsehen für BR)
  - ECHT friends (Studio Zentral für ZDF)
  - Fritzi und Sophie – Grenzenlose Freundschaft (Balance Film/Trickstudio Lutterbeck/STUDIO Film Bilder für MDR/WDR/SWR)
  - Mein Traum, meine Geschichte (LOOKS Film & TV Produktionen für SWR/KiKA)
  - Schau in meine Welt – Loreley wird Fußballschiedsrichterin (house of media für rbb)
  - Team Timster (KiKA/rbb/NDR)

Jugend
- ATLAS (Hyperbole für NDR/funk)
  - BRUST RAUS (SWR)

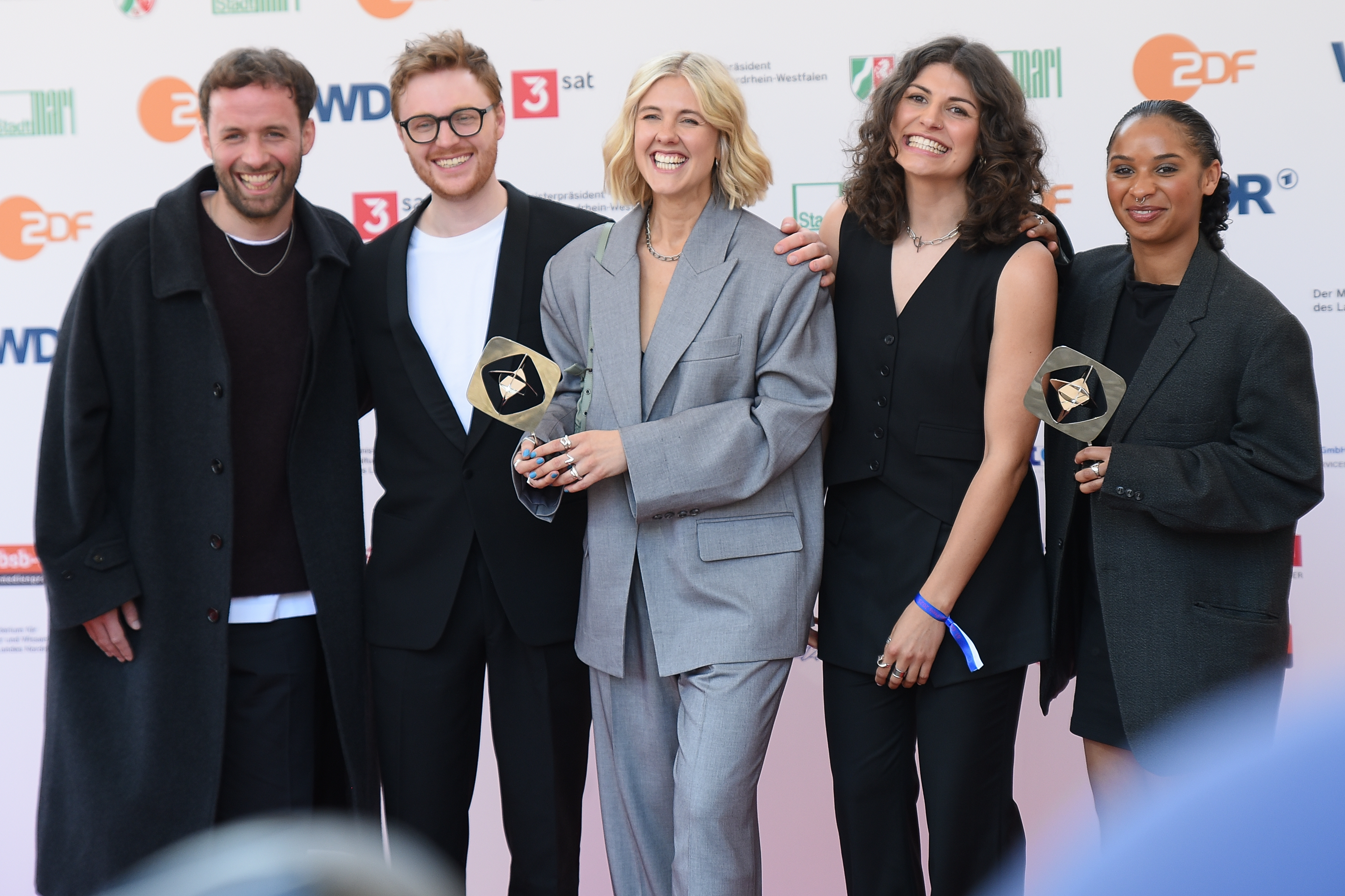
ATLAS: Philipp Weimar, Nikolas Holl, Leonie Haehnchen, Lucie Schöner, Paula Menzel

  - Lang lebe der Fischfriedhof (Hamburg Media School für BR)
  - Machiavelli Sessions & Stories (Rocket Beans Productions für WDR/ARD Kultur)
  - Pauline (btf für Disney+)
  - Science Cops Academy (WDR)

Spezial

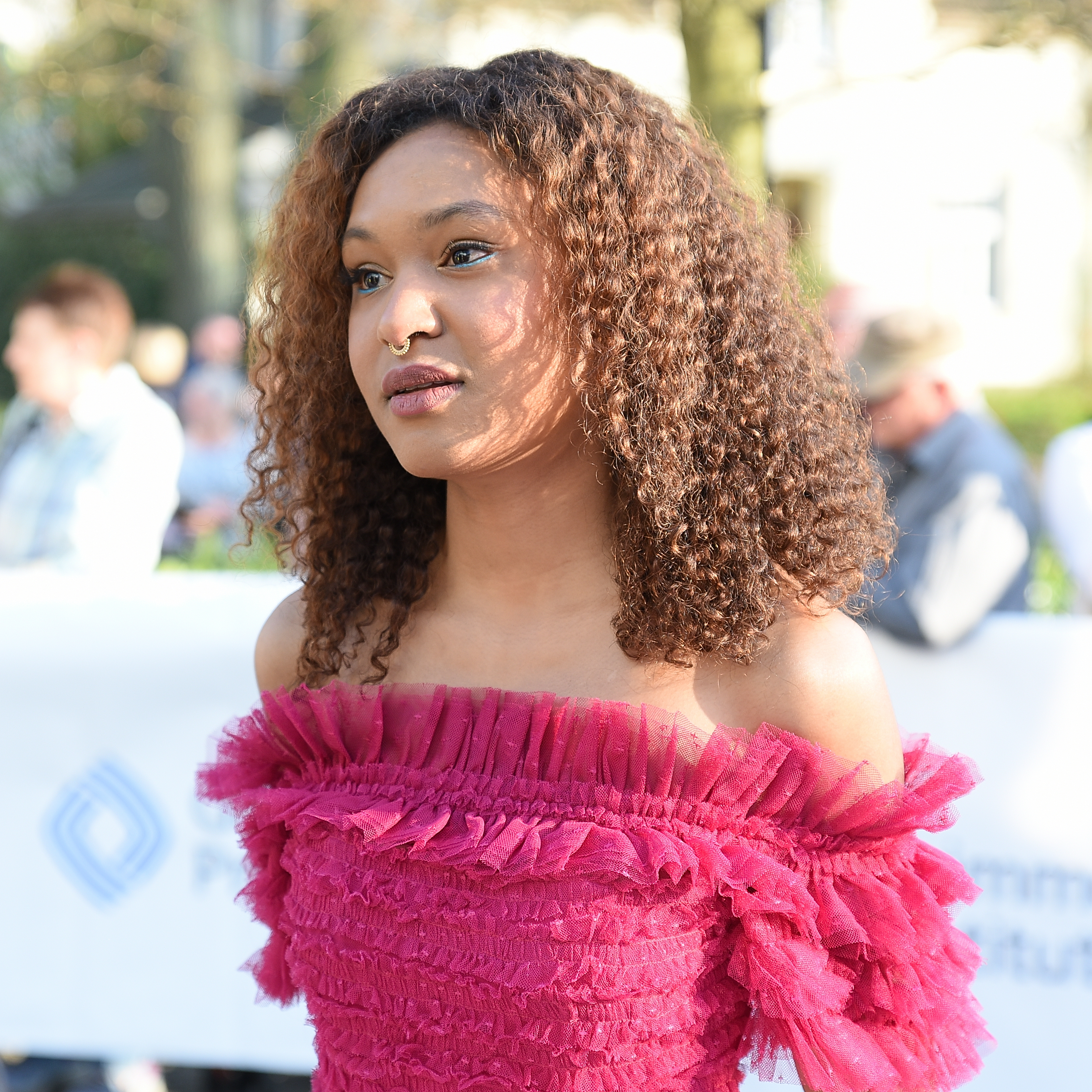
Hungry: Zoe Magdalena

- An Zoe Magdalena für die Leistung als Headautorin und Schauspielerin der Serie Hungry (Network Movie Film- und Fernsehproduktion für ZDF)
  - An das Animationsteam für die bezaubernde und zeitgemäße Umsetzung von Unser Sandmännchen – Die Reise zur Traumsandmühle (ANDERTHALB Medienproduktion für rbb/MDR/NDR)
  - An die Redaktion von Ab 18! für die stilistische und gesellschaftliche Bandbreite (ZDF/3sat)
  - Für die Gesamtkonzeption von Stark mit Fidi (Lupalipa Media für KiKA)
  - Für die originelle Verknüpfung von Gaming und Handwerk bei Work hard – play hard (SWR)

### Publikumspreis der Marler Gruppe
- Angemessen Angry (Studio Zentral für RTL/RTL+)

### Preis der Studierendenjury
- Sieben Winter in Teheran (MADE IN GERMANY Filmproduktion/Gloria Films Production/TS Productions für WDR)

### Besondere Ehrung des Deutschen Volkshochschul-Verbandes

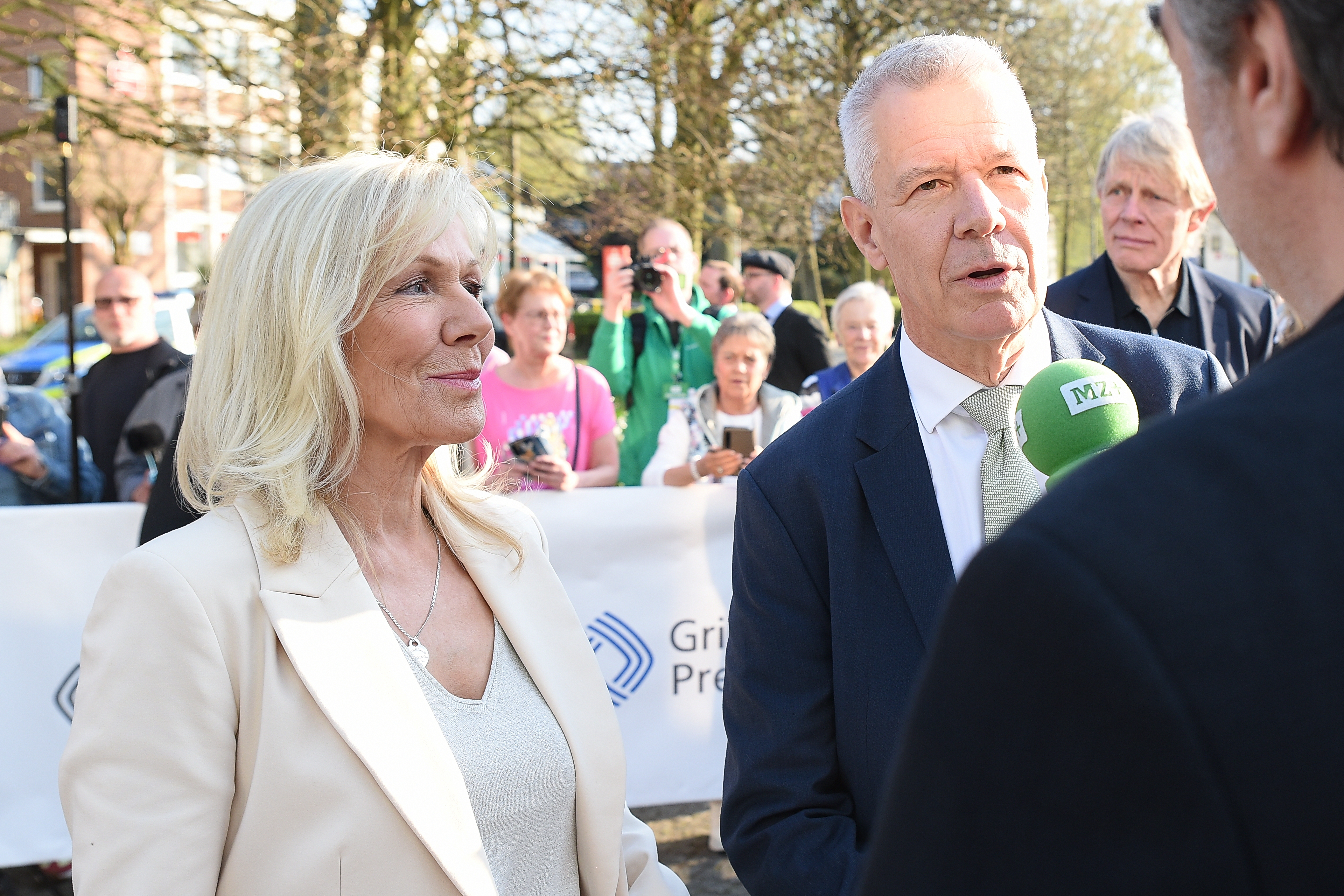
Ulrike von der Groeben und Peter Kloeppel

- Ulrike von der Groeben und Peter Kloeppel